# Communauté évangélique des frères
La Evangelische Broeder Gemeente (Communauté évangélique des frères) est une Église affiliée à Unitas Fratrum qui rassemble les Frères moraves du Suriname. Elle est membre de la Conférence des Églises de la Caraïbe et du Conseil œcuménique des Églises.

## Historique
La mission au Suriname a commencé à partir de Herrnhut (Allemagne) en 1735 et s'est poursuivi après 1928 de Zeist aux Pays-Bas. La Mission parmi les Amérindiens a commencé en 1748 et a continué plus tard parmi les esclaves africains. Après 1835 plusieurs congrégations ont été établis dans diverses parties du pays. La Mission parmi les Indiens a commencé en 1873 et parmi les Javanais en 1909. Comme plusieurs membres de l'Église morave du Suriname ont émigré aux Antilles néerlandaises et aux Pays-Bas, surtout après la seconde guerre mondiale, l'église travaille également dans les Antilles néerlandaises. 
En 1963, l'église est devenue une province autonome de la Fraternité morave, avec son propre synode.

## Organisation
La Conférence provincial des anciens, l'organe dirigeant de l'Église, est assisté de deux autres commissions, une pour les affaires de l'Église et l'autre pour les affaires de la mission. Le président se charge des questions qui ne sont pas confiées à l'un des deux conseils d'administration.
En 1997, le synode provincial a décidé une restructuration de la province. Dans la nouvelle structure la dichotomie entre l'Église et la mission a été supprimé et chaque congrégation est censé être une communauté missionnaire. 
Il y a 14 régions, composée d'environ 60 congrégations et des antennes. Le synode est l'organe suprême d'administration. La commission provinciale est l'organe directeur entre les sessions du synode.
L'Église a plusieurs départements: pour les écoles-internats, le service diaconal, l'assistance médicale aux nègres de brousse et aux Indiens, et pour la promotion agricole. Le clergé et les évangélistes et tous les bénévoles sont formés à l'école normale. Quelque 900 professeurs enseignent 25000 élèves dans plusieurs types d'écoles.